# 日本児童青年精神医学会
一般社団法人日本児童青年精神医学会（にほんじどうせいねんせいしんいがくかい、英: The Japanese Society for Child and Adolescent Psychiatry ; JSCAP）は、児童青年精神医学とその近接領域の向上発展のために、それらの研究を促進することを目的とする学術団体である。1958年に日本精神神経学会に創設された児童精神医学懇話会を発展的に解消し、1960年に創立され、2013年4月より一般社団法人へ移行した。
日本学術会議の協力学術研究団体、International Association for Child and Adolescent Psychiatry and Allied Professions（IACAPAP）Full Member Organization、公益財団法人日本臨床心理士資格認定協会の承認学術団体である。また一般社団法人子どものこころ専門医機構の前身の子どものこころ専門医制度委員会の設立団体の一つである。1996年にアジア児童青年精神医学会（ASCAPAP）を創設し、第1回会議を東京で開催、2023年には第11回会議を京都で開催するなど、本邦を代表する本領域の基幹団体である。
主な事業活動は、学術研究会の開催、機関誌の発行、委員会活動、学会奨励賞事業、認定医事業である。
年に一回、学術総会を開催し、一般口演、ポスターセッション、症例検討、特別講演、教育講演、シンポジウム、委員会セミナーなどにおいて、子どもの心の健康に関する問題を多角的に扱っている。さらに、全国に地方会および関連研究会が設立され、定期的な学術活動を続けている。過去の学術集会および開催地はホームページより閲覧可能である。
機関誌「児童青年精神医学とその近接領域」（Japanese Journal of Child and Adolescent Psychiatry）（年5回発行、日英混合誌）を発行しており、J-Stageで閲覧が可能である。
委員会として、事務局運営委員会、編集委員会、子どもの人権と法に関する委員会、福祉に関する委員会、教育に関する委員会、倫理委員会、医療経済に関する委員会、災害対策委員会、国際委員会、薬事委員会、心理職に関する委員会、学会顕彰委員会、専門医制度に関する委員会、ICD-11に関する委員会、児童青年精神医学用語集改訂委員会、生涯教育に関する委員会、利益相反委員会、認定医審査委員会が設置されている。
役員構成は、理事15名、監事2名、代議員100名。会員数4,650名（2024年4月現在）。理事長は、村上仁（1960-1970）、岡田幸夫（1971-1976）、中川四郎（1977-1983）、牧田清志（1984-1987）、白橋宏一郎（1988-1992）、若林慎一郎（1993-1994）、山崎晃資（1997-2002）、牛島定信（2003−2006）、市川宏伸（2007−2009）、齊藤万比古（2010−2014）、松本英夫（2014-2020）、飯田順三（2020-2022）、岡田俊（2022−）が務める。
学会認定医は560名（2024年4月1日現在）であり、ホームページで氏名が公表されている。学会認定医は、一般社団法人日本児童青年精神医学会認定医制度施行規則に基づき、（1）現在児童青年精神医学の臨床に従事しており、かつ、一般精神科2年以上、および児童青年精神科3年以上を含む5年以上の臨床経験を有するもの。（2）継続して5年以上一般社団法人日本児童青年精神医学会の会員であること。（3）所定の認定申請手続きを行い、委員会の認定試験および審査に合格すること。を満たした会員に与えられ、5年ごとに更新が必要である。
入会は電子化されており、略歴を添えて申請するが、その際、会員2名の推薦を必要とする。入会金は2,000円、年会費は10,000円である。
また、令和6年より、通院・在宅精神療法の注10に規定する「児童思春期支援指導加算の施設基準において認める医師等の児童思春期の患者に対する精神医療に係る適切な研修」に該当する児童思春期医療研修を開催している。

## 学術奨励賞
出典は、日本児童青年精神医学会　学会賞授与規定。優秀論文賞は編集委員会が選考し、理事会が承認する。研究奨励賞、実践奨励賞、国際学会発表奨励賞は、代議員が推薦し、学会顕彰委員会が選考し、理事会が決定する。
- 優秀論文賞：学会員（年齢は問わない）で、前年1月～12月までの1年間に、本学会誌に掲載された原著論文、研究資料および症例研究のうち最も優れた論文の筆頭著者に対して授与する。
- 研究奨励賞：学会員（推薦時40歳以下）で、推薦募集の前年1月～12月までの1年間に、本学会誌以外の国内あるいは海外の学術雑誌に掲載（印刷中を含む）された児童青年精神医学とその近接領域における原著論文のうち、最も優れた論文の筆頭著者に対して授与する。
- 実践奨励賞：本学会員または会員が運営に関与している団体（学会員の年齢は問わない）のうち、児童青年精神科医療および近接領域の発展に寄与する優れた実践活動を行っている学会員または団体に対して授与する。
- 国際学会発表奨励賞：本学会の会員（推薦時40歳以下）で、推薦募集の前年1月～12月までの1年間に、国際学会において児童青年精神医学とその近接領域における優れた学会発表（口演、ポスターなどの発表形式を問わない）を行った筆頭発表者に対して授与する。
- その他、総会において優秀な発表にポスター発表賞が授与される。